# Thiele
Thiele ist ein Familienname, der besonders im deutschsprachigen Raum vorkommt.

## Herkunft und Bedeutung
Thiele entstand durch eine Nebensilbenabschwächung aus dem Namen Thielo, der durch Kontraktion aus dem Rufnamen Thietilo entstand. Dieser ist eine Form der Namen Dietrich oder Diethart, die auf althochdeutsch ‚diot‘ für ‚Volk‘ bzw. altsächsisch ‚thiod‘, ‚thiad‘ für ‚Geschlecht‘, ‚Adel‘ mit einer Verkleinerung durch das Suffix ‚-ilo‘ zurückgeführt werden.

## Varianten
Varianten sind u. a. Thiel, Tiele, Thile, Tilesius oder Thielemann.

## Namensträger

### A
- Adolf Thiele (Politiker, 1853) (1853–1925), deutscher Politiker (SPD), MdR
- Adolf Thiele (Admiral) (1853–1941), deutscher Konteradmiral
- Adolf Thiele (Mediziner) (1867–1933), deutscher Arzt und Medizinalbeamter
- Adolf Thiele (Politiker, 1877) (1877–1929), deutscher Politiker (SPD), MdL Preußen
- Albert Thiele (* 1952), deutscher Unternehmensberater und Autor
- Albert Neville Thiele (1920–2012), australischer Ingenieur
- Alexander Thiele (Maler) (1924–2010), deutscher Maler
- Alexander Thiele (Neurobiologe) (* 1962), Neurobiologe aus Deutschland
- Alexander Thiele (Rechtswissenschaftler) (* 1979), deutscher Rechtswissenschaftler
- Alfonso Thiele (1922–1986), italienischer Automobilrennfahrer
- Alfred Thiele (Bildhauer) (1886–1957), deutscher Bildhauer
- Alfred Thiele (Widerstandskämpfer) (1904–1934), deutscher Arbeiterfunktionär und Widerstandskämpfer
- André Thiele (* 1968), deutscher Autor, Journalist und Verleger
- Andrea Thiele (* 1972), deutsche Historikerin
- Andreas Thiele (Historiker) (* 1939), deutscher Historiker und Lehrer
- Andreas Thiele (Schauspieler) (* 1980), deutscher Schauspieler
- Andreas Friedrich Thiele, auch A. F. Thiele (1814–1875), deutscher Jurist, Redakteur und Unternehmer
- Annekatrin Thiele (* 1984), deutsche Ruderin
- Antje Thiele (* 1979), deutsche Schauspielerin und Synchronsprecherin
- Arthur Thiele (Ingenieur) (1871–1961), deutscher Industriemanager und Hochschullehrer
- August Thiele (Verleger) (?–1966), deutscher Verleger
- August Thiele (1893–1981), deutscher Marineoffizier
- August Carl Thiele (1852–1912), deutscher Konteradmiral
- Aurelie Thiele, französische Professorin für Ingenieurwissenschaften

### B
- Bernd Thiele (1956–2017), deutscher Fußballspieler
- Bernhard Thiele (1928–1991), deutscher Handballfunktionär 1972–1989
- Bob Thiele (1922–1996), US-amerikanischer Musikproduzent
- Burkhard Thiele (* 1953), deutscher Richter

### C
- Carl Thiele (Komponist) (1802–??), deutscher Klarinettist und Komponist
- Carl Friedrich Thiele (1780–1836), deutscher Maler und Kupferstecher
- Carl Gottlieb Thiele (1741–1811), deutscher Porzellanmaler
- Carl Ludwig Thiele (1816–1848), deutscher Organist und Komponist, siehe Johann Friedrich Ludwig Thiele
- Carl-Ludwig Thiele (* 1953), deutscher Politiker (FDP)
- Carl Robert Arthur Thiele (1860–1936), deutscher Maler, Zeichner und Illustrator
- Carmen Thiele, deutsche Rechtswissenschaftlerin
- Carolina Thiele (* 1987), deutsche Schauspielerin und Model
- Carsten Thiele (* 1972), deutscher Kameramann
- Charlotte Thiele (1918–2004), deutsche Schauspielerin
- Christina Thiele (* 1975), österreichische Chemikerin und Hochschullehrerin
- Christoph Thiele (* 1968), deutscher Mathematiker
- Colin Thiele (1920–2006), australischer Autor

### D
- Daniela Thiele (* 1959), deutsche Autorin
- Dirk Thiele (* 1943), deutscher Sportreporter

### E
- Eckhard Thiele (1944–2018), deutscher Essayist und Übersetzer
- Edmund Thiele (Chemiker) (1867–1927), deutscher Chemiker
- Edmund Thiele (Stempelschneider) (1872–1953), deutscher Stempelschneider
- Edmund Thiele (1874–1971), australischer Geologe, siehe Edmund Teale
- Eduard Thiele (Rudolf Eduard Thiele; 1812–1895), deutscher Komponist und Kapellmeister
- Edwin R. Thiele (1895–1986), US-amerikanischer Missionar
- Elert Thiele († 1674), estnischer Bildhauer und Kunstschnitzer
- Emil Thiele (vor 1845–nach 1866), deutscher Landschaftsmaler
- Erich Thiele (Ingenieur) (1884–1929), deutscher Ingenieur und Pilot
- Erich Thiele (Fußballspieler) (1906–??), deutscher Fußballspieler
- Erich Thiele (Schachspieler) (1930–2005), deutscher Schachspieler
- Erik Thiele (* 1996), deutscher Ringer
- Ernest W. Thiele (1895–1993), US-amerikanischer Chemiker
- Ernst Thiele (Theologe) (1856–1922), deutscher Pfarrer und Lutherforscher
- Ernst Heinrich Thiele (1831–1903), deutscher Jurist und Politiker
- Ernst Julius Philipp Thiele (1791–vor 1874), deutscher Buchdrucker, Herausgeber und Schultheiß
- Ernst Otto Thiele (1902–1969), deutscher Volkskundler und Wirtschaftshistoriker
- Erwin Thiele (Physikochemiker) (1896–um 1962), deutscher Physikochemiker
- Erwin Thiele (Komponist) (1902–1975), deutscher Komponist und Musiker
- Eugen Thiele (geb. Eugen Isersohn; 1897–1938), österreichischer Filmregisseur, Drehbuchautor und Schauspieler

### F
- Falk Thiele (1962–2008), deutscher Bogenschütze und Trainer
- Franz Thiele (1868–1945), böhmisch-deutscher Maler
- Friedrich Thiele (Offizier) (1844–1920), österreichischer Offizier
- Friedrich Thiele (Bildhauer), deutscher Bildhauer
- Friedrich Thiele (Theologe) (1926–2016), deutscher Theologe, Pfarrer und Geschäftsführer
- Friedrich Thiele (Cellist) (* 1996), deutscher Cellist
- Friedrich Wilhelm Thiele (1856–1942), deutscher Schauspieler und Regisseur
- Fritz Thiele (Generalleutnant) (1894–1944), deutscher Generalleutnant und Widerstandskämpfer
- Fritz Thiele (Unternehmer) (1903–1981), deutscher Unternehmer
- Fritz Thiele (Politiker), deutscher Politiker (DBD), MdV

### G
- Georg Thiele (Philologe) (1866–1917), deutscher Klassischer Philologe
- Georg Thiele (Marineoffizier) (1880–1914), deutscher Marineoffizier
- Gerhard Thiele (SS-Mitglied) (1909–1994), deutscher Lehrer, Kreisleiter und SS-Obersturmbannführer
- Gerhard Thiele (Historiker) (* 1928), deutscher Historiker
- Gerhard Thiele (Landschaftsarchitekt) (* 1938), deutscher Landschaftsarchitekt
- Gerhard Thiele (Astronaut) (* 1953), deutscher Astronaut
- Gerrit Kersten-Thiele (* 1980), deutscher Basketballfunktionär
- Gisela Richter-Thiele (1916–2000), deutsche Bildhauerin
- Gottfried Thiele (1936–2006), deutscher Heimatforscher
- Grete Thiele (1913–1993), deutsche Politikerin (KPD, DKP)
- Gudrun Thiele (* 1944), deutsche Journalistin, Moderatorin und Autorin
- Günter Thiele (Verwaltungsjurist) (1927–2010), deutscher Verwaltungsjurist und Staatssekretär
- Günter Thiele (Mediziner) (* 1928), deutscher Internist und Herausgeber von Medizin-Enzyklopädien
- Günter Thiele (Künstler) (* 1930), deutscher Maler, Zeichner und Grafiker
- Günter Thiele (Fußballspieler) (* 1961), deutscher Fußballspieler
- Günter F. Thiele (1934–2024), deutscher Kommunikationsmanager
- Günther Thiele (1841–1910), deutscher Philosoph und Hochschullehrer
- Gwen Thiele (1918–1979), australische Tennisspielerin

### H
- Hans Thiele (Bildhauer) (1919–2013), deutscher Zeichner und Bildhauer
- Hans Thiele (Basketballspieler) (Hans Paul Franz T. Thiele; * 1984), philippinischer Basketballspieler
- Hans Otto Thiele (1938–2022), deutscher Jurist
- Heino Thiele (1891–1964), deutscher Schauspieler und Regisseur
- Heinrich Thiele (Theologe) (1814–1886), deutscher Geistlicher, Theologe und Politiker, MdL Herzogtum Braunschweig
- Heinrich Thiele (Schriftsteller) (Pseudonym Walter Treu; 1849–1922), deutscher Schriftsteller
- Heinrich Thiele (Chemiker) (Heinrich Friedrich Thiele; 1902–1991), deutscher Chemiker und Hochschullehrer
- Heinz Thiele (Schauspieler) (1910–1962), deutscher Schauspieler
- Heinz-Günter Thiele (1928–2017), deutscher Internist
- Heinz Hermann Thiele (1941–2021), deutscher Unternehmer
- Heike Thiele (* 1962), deutsche Diplomatin
- Helmut Thiele (Mathematiker) (1926–2003), deutscher Mathematiker
- Helmut Thiele (Gewerkschafter) (1933–2015), deutscher Gewerkschaftsfunktionär
- Herbert Thiele (Widerstandskämpfer, 1907) (1907–1940), deutscher Parteifunktionär (KPD) und Widerstandskämpfer
- Herbert Thiele (Widerstandskämpfer, 1910) (1910–1992), deutscher Widerstandskämpfer, Außenhandelsmanager und Politiker (KPD/SED), Bürgermeister von Taucha
- Herbert Thiele-Fredersdorf (1909–nach 1978), deutscher Jurist und Lektor
- Hermann Thiele (Chemiker) (1866–1916), deutscher Physikochemiker
- Hermann Thiele (Bildhauer) (1867–1930), deutscher Bildhauer
- Hermann Thiele (Politiker, I), deutscher Politiker (Zentrum)
- Hermann Thiele (Politiker, 1895) (1895–1959), deutscher Politiker (CDU) und Landrat
- Hermann Thiele (Landschaftsarchitekt) (1908–1993), deutscher Landschaftsarchitekt
- Hertha Thiele (1908–1984), deutsche Schauspielerin
- Holger Thiele (1878–1946), dänisch-US-amerikanischer Astronom
- Horst Thiele (Fußballspieler), deutscher Fußballspieler
- Horst Thiele (* 1952), deutscher Politiker (SPD), Bürgermeister von Hilden
- Hugo Thiele (1843–1898), deutscher Fotograf

### I
- Ilse Thiele (1920–2010), deutsche Frauenfunktionärin und Politikerin (SED)
- Insa Thiele-Eich (* 1983), deutsche Meteorologin und Astronautenkandidatin

### J
- Jenny Thiele (* 1987), deutsche Independentsängerin, Produzentin, Theaterschauspielerin
- Jens Thiele (* 1980), deutscher Schwimmer
- Joachim Thiele († nach 1653), deutscher Orgelbauer im Herzogtum Preußen
- Joan Thiele (* 1991), italienische Musikerin
- Johann Alexander Thiele (1685–1752), deutscher Maler
- Johann Ernst Friedrich Thiele (1773–1839), deutscher Archivar
- Johann Friedrich Thiele (Glockengießer), deutscher Glockengießer
- Johann Friedrich Alexander Thiele (1747–1803), deutscher Maler
- Johann Friedrich Ludwig Thiele (1816–1848), deutscher Organist und Komponist
- Johannes Thiele (Botaniker) (1646–1688), deutscher Botaniker und Anatom
- Johannes Thiele (Zoologe) (1860–1935), deutscher Zoologe
- Johannes Thiele (Chemiker) (1865–1918), deutscher Chemiker und Hochschullehrer
- Johannes Thiele (Polizeibeamter) (1890–1951), deutscher Polizist und SS-Führer
- Johannes Thiele (Schriftsteller) (* 1954), deutscher Schriftsteller, Herausgeber und Verleger
- Jörg Thiele (* 1960), deutscher Sportpädagoge und Hochschullehrer
- Joshua Thiele (* 1998), deutscher Handballspieler
- Julius Arthur Thiele (1841–1919), deutscher Maler
- Jürgen Thiele (* 1959), deutscher Ruderer
- Just Mathias Thiele (1795–1874), dänischer Schriftsteller und Kunsthistoriker

### K
- Karl Thiele (Wassersportler) (1867–1940), deutscher Tischler und Wassersportler
- Karl Thiele (Schauspieler) (* 1948), deutscher Schauspieler
- Karl Christoph Thiele (1715–1796), deutscher Maler, Radierer und Kupferstecher
- Karl-Heinz Thiele (1930–2024), deutscher Chemiker und Hochschullehrer
- Kathrin Thiele (* 1980), deutsche Malerin
- Kersten Thiele (* 1992), deutscher Radrennfahrer
- Kerstin Thiele (* 1986), deutsche Judoka
- Kevin Ross Thiele (* 1958), australischer Botaniker
- Klaus Thiele (Fußballspieler) (1934–2019), deutscher Fußballtorhüter
- Klaus Thiele (Eiskunstläufer), deutscher Eiskunstläufer
- Klaus Thiele (Leichtathlet) (* 1958), deutscher Leichtathlet
- Klaus Thiele-Dohrmann (1936–2022), deutscher Autor und Wissenschaftsjournalist
- Klaus-Peter Thiele (1940–2011), deutscher Schauspieler
- Kurt Thiele (Politiker) (1896–1969), deutscher Politiker (NSDAP)
- Kurt Thiele (Gewerkschafter) (1909–1983), deutscher Gewerkschafter
- Kurt Thiele (Rennfahrer), deutscher Automobilrennfahrer

### L
- Louis Friedemann Thiele (* 1981), deutscher Schauspieler
- Ludwig Thiele (1885–1972), deutscher Architekt
- Lukas Thiele (* 1996), deutscher Motorsportler

### M
- Maik Thiele, deutscher Jurist und Kommentator
- Manfred Thiele (1929–2015), deutscher Buchautor, Buch- und Kunsthändler, Journalist
- Manu Thiele (* 1992), deutsch-österreichischer Sportjournalist und Webvideo-Produzent
- Margarete Thiele (1879–1973), deutsche Kinderbuchautorin und Zeichnerin
- Marie Luise Bulst-Thiele (1906–1992), deutsche Historikerin
- Markus Thiele (* 1971), deutscher Rechtsanwalt und Schriftsteller
- Martina Thiele (* 1967), deutsche Medien- und Kommunikationswissenschaftlerin
- Marvin Thiele (* 1998), deutscher Fußballspieler
- Michael Thiele (Rhetoriker) (* 1947), deutscher Rhetoriker und Hochschullehrer
- Michael Thiele (Kameramann), deutscher Kameramann
- Mikael Thiele (* 1974), deutscher Unternehmer
- Monika Thiele (* 1966), deutsche Künstlerin
- Moritz Thiele (* 1993), deutscher American-Football-Spieler

### O
- Oskar Thiele (1848–1922), deutscher Journalist
- Otto Thiele (Widerstandskämpfer) (1896–??), deutscher Widerstandskämpfer
- Otto Thiele (Parteifunktionär) († 1920), deutscher Parteifunktionär (KPD)
- Otto Thiele (Maler) (1870–1955), deutscher Maler
- Otto Thiele (Politiker), deutscher Politiker (SPD), MdHB
- Otto Thiele (Geologe) (1928–2013), österreichischer Geologe

### P
- Paul Thiele (1865–nach 1899), deutscher Agrarwissenschaftler
- Peter Thiele (Bürgermeister) († 1535), Görlitzer Bürgermeister
- Peter Thiele (Mediziner) (1919–1996), deutscher Mediziner und Hochschullehrer
- Peter Thiele (Grafiker) (* 1938), deutscher Grafiker und Hochschullehrer
- Philipp Thiele (* 1990), deutscher Radsportler

### R
- Ralph Thiele, Oberst a. D. der Bundeswehr und Vorsitzender des gemeinnützigen Vereins PMG (Politisch-Militärische Gesellschaft e.V.)
- Reinhold Thiele (1857–1921), deutscher Fotograf, Aquarellist und Fotojournalist
- Renata Thiele,  deutsche Schriftstellerin
- Ria Thiele (1904–1996), deutsche Schauspielerin, Tänzerin und Choreografin
- Richard Thiele (1846–1907), deutscher Pädagoge und Heimatforscher
- Rita Thiele (* 1954), deutsche Dramaturgin und Theaterschaffende
- Rolf Thiele (1918–1994), deutscher Regisseur, Drehbuchautor und Filmproduzent
- Rolf Thiele (Ingenieurwissenschaftler) (1935–2019), deutscher Ingenieurwissenschaftler und Hochschullehrer
- Rolf Thiele (Künstler) (* 1942), deutscher Künstler und Hochschullehrer
- Rolf Thiele (Rennfahrer) (1952–1975), deutscher Motorradrennfahrer
- Rüdiger Thiele (Politiker) (1936–1996), deutscher Politiker (FDP)
- Rüdiger Thiele (Mathematiker) (* 1943), deutscher Mathematiker
- Rudolf Thiele (Bildhauer) (1856–1930), deutscher Bildhauer
- Rudolf Thiele (Landrat) (1876–nach 1943), deutscher Verwaltungsjurist
- Rudolf Thiele (Mediziner) (1888–1960), deutscher Neurologe, Psychiater und Hochschullehrer

### S
- Sibylle Thiele (* 1965), deutsche Leichtathletin
- Siegfried Thiele (Autor) (* 1934), deutscher Lehrer, Journalist und Publizist
- Siegfried Thiele (Komponist) (1934–2024), deutscher Komponist und Hochschullehrer
- Simon Thiele, deutscher Physiker
- Stefan Thiele (Wirtschaftswissenschaftler) (* 1966)
- Stefan Thiele (Kunsthistoriker) (* 1981), deutscher Kunsthistoriker
- Sven Thiele (* 1969), deutscher Ringer

### T
- Thea Thiele (1901–1991), deutsche Schauspielerin
- Theodor Thiele (1906–1974), deutscher Politiker (SPD)
- Thorvald Nicolai Thiele (1838–1910), dänischer Mathematiker und Astronom
- Timmy Thiele (* 1991), deutscher Fußballspieler
- Tobias Thiele (* 1986), deutscher Musiker

### U
- Ulf Thiele (* 1971), deutscher Politiker (CDU)

### V
- Volker Thiele (* 1974 oder 1975), deutscher American-Football-Spieler

### W
- Walter Thiele (Turner) († 1944), deutscher Turner und Lehrer
- Walter Thiele (Ernährungswissenschaftler) (1883–1966), deutscher Ernährungswissenschaftler und Autor
- Walter Thiele (Schauspieler) (1901–1980), deutscher Schauspieler
- Walter Thiele (Erfinder) (* 1921), deutscher Erfinder
- Walter Thiele (Theologe) (1923–2016), deutscher Theologe
- Werner Thiele (* vor 1941), deutscher Geograph und Kartograf
- Wilhelm Thiele (Maler) (1872–1939), deutscher Maler
- Wilhelm Thiele (Architekt) (1873–nach 1945), deutscher Architekt
- Wilhelm Thiele (Wilhelm Isersohn; 1890–1975), österreichisch-amerikanischer Filmregisseur und Drehbuchautor
- Wilhelm Thiele (Politiker, 1897) (1897–1990), deutscher Politiker (NSDAP)
- Wilhelm Thiele (Politiker, 1902) (1902–1983), deutscher Politiker (SED) und Diplomat
- Wilhelm Kersten-Thiele (1913–1988), deutscher Theologe
- Willi Thiele (Wilhelm Thiele; 1915–2000), deutscher Verwaltungsjurist
- Wilma Thiele (1909–1982), deutsche Politikerin (SPD), MdHB
- Wolfgang Thiele (Jurist) (1929–1983), deutscher Jurist und Hochschullehrer
- Wolfgang Thiele (Trainer) (1935–2011), deutscher Trainer
- Wolfgang Thiele (Anglist) (1942–2018), deutscher Anglist und Sprachwissenschaftler
- Wolfgang Thiele (Fußballspieler) (1951–2021), deutscher Fußballspieler
- Wolfram Thiele (1922–2008), deutscher Manager und Verbandsfunktionär